# Cemitério de Dahlem

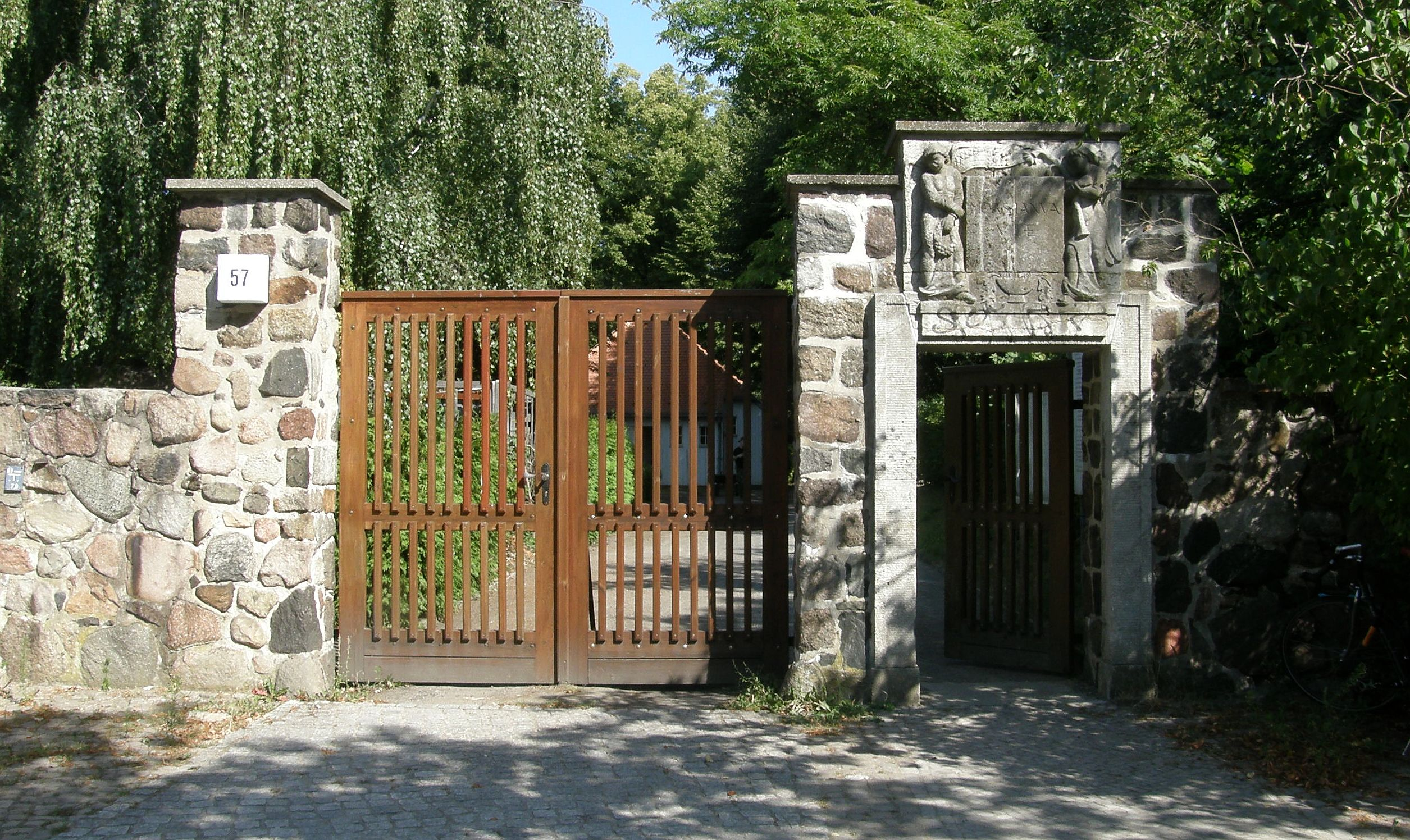
Friedhofstor an der Königin-Luise-Straße

O Cemitério de Dahlem (em alemão:  Friedhof Dahlem) localiza-se no distrito de Dahlem, em Berlim, estabelecido em 1908. Ocupa atualmente uma área de 1,1 hectare.

## Sepultamentos

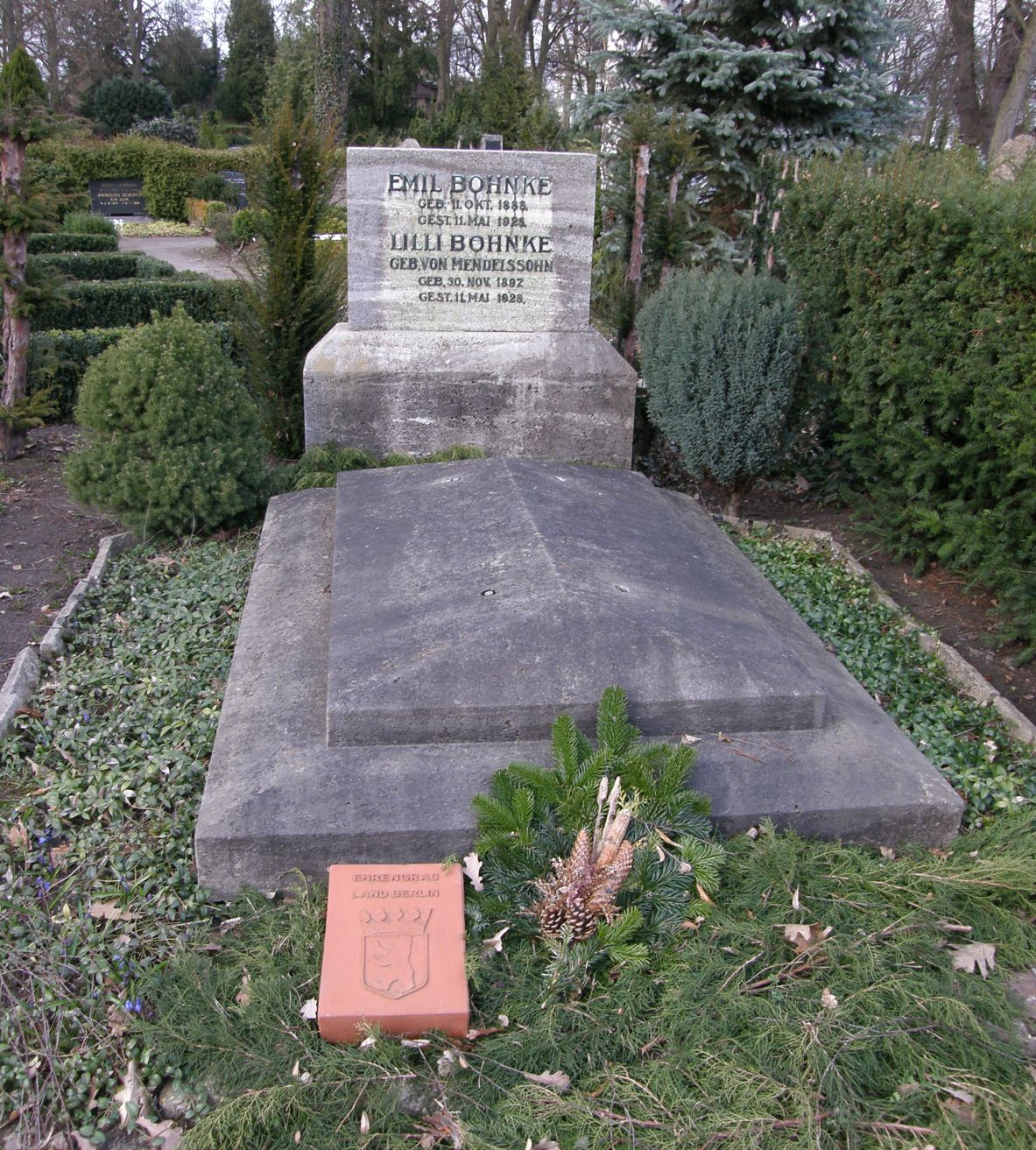
Grab Emil und Lilli Bohnke

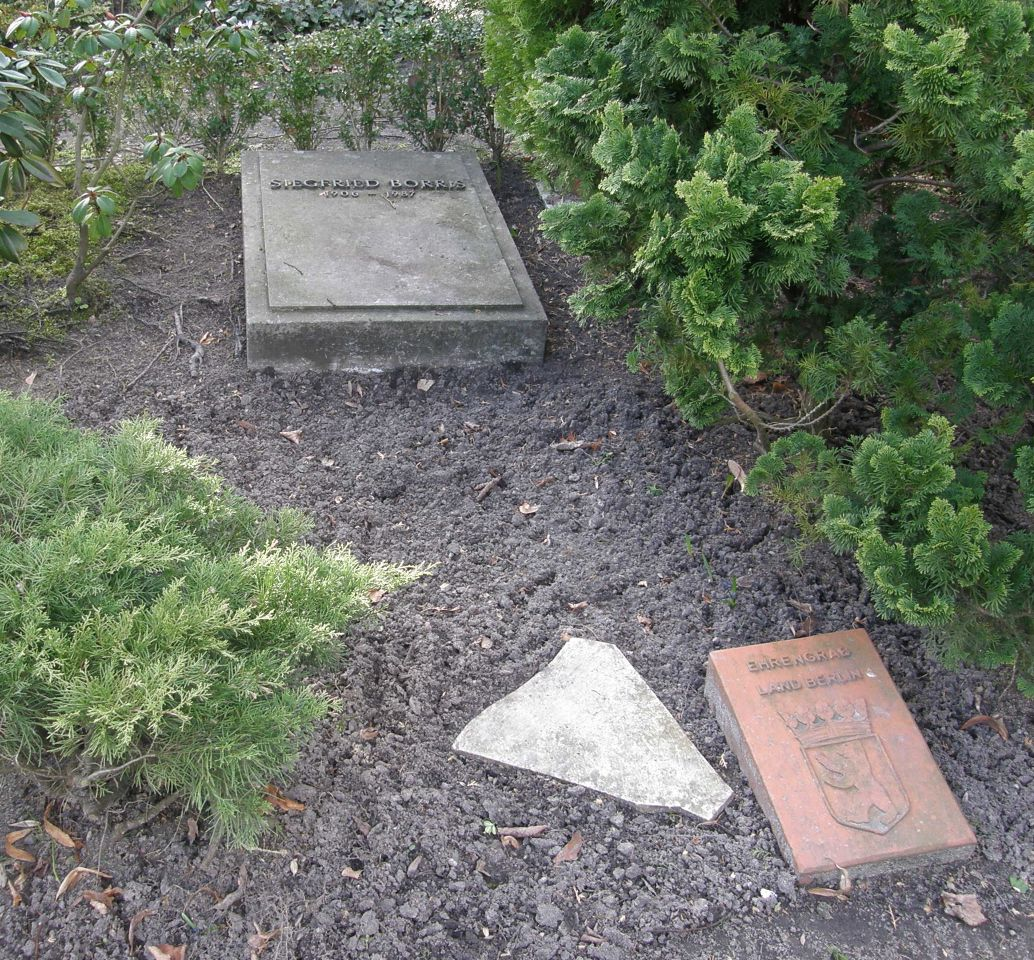
Grab Siegfried Borris

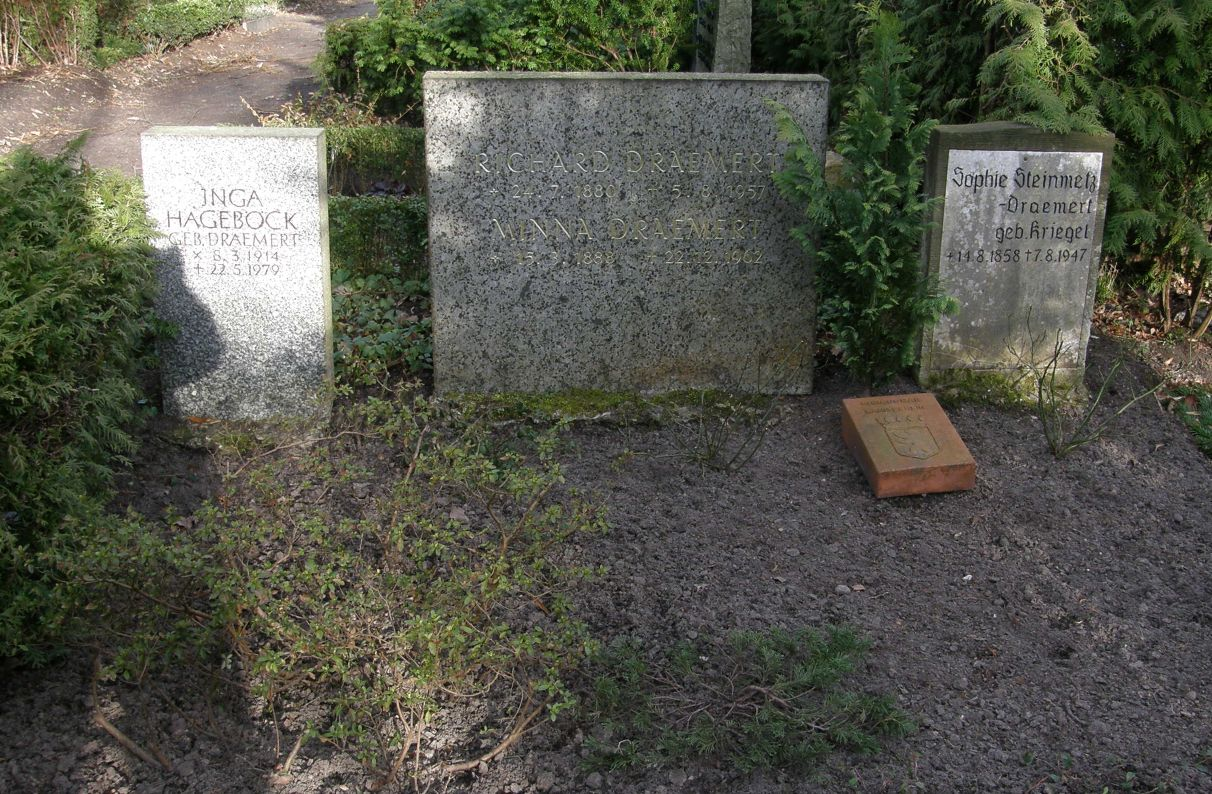
Grab Richard Draemert

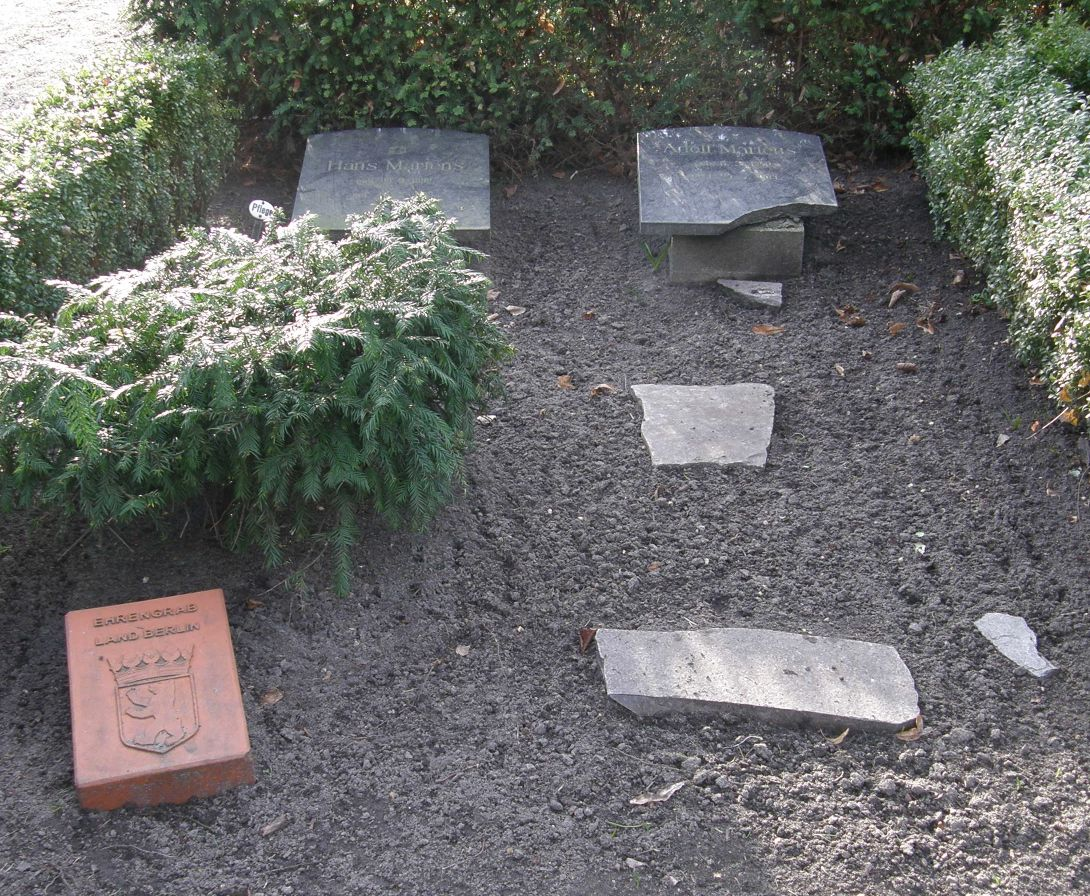
Grab Adolf Martens

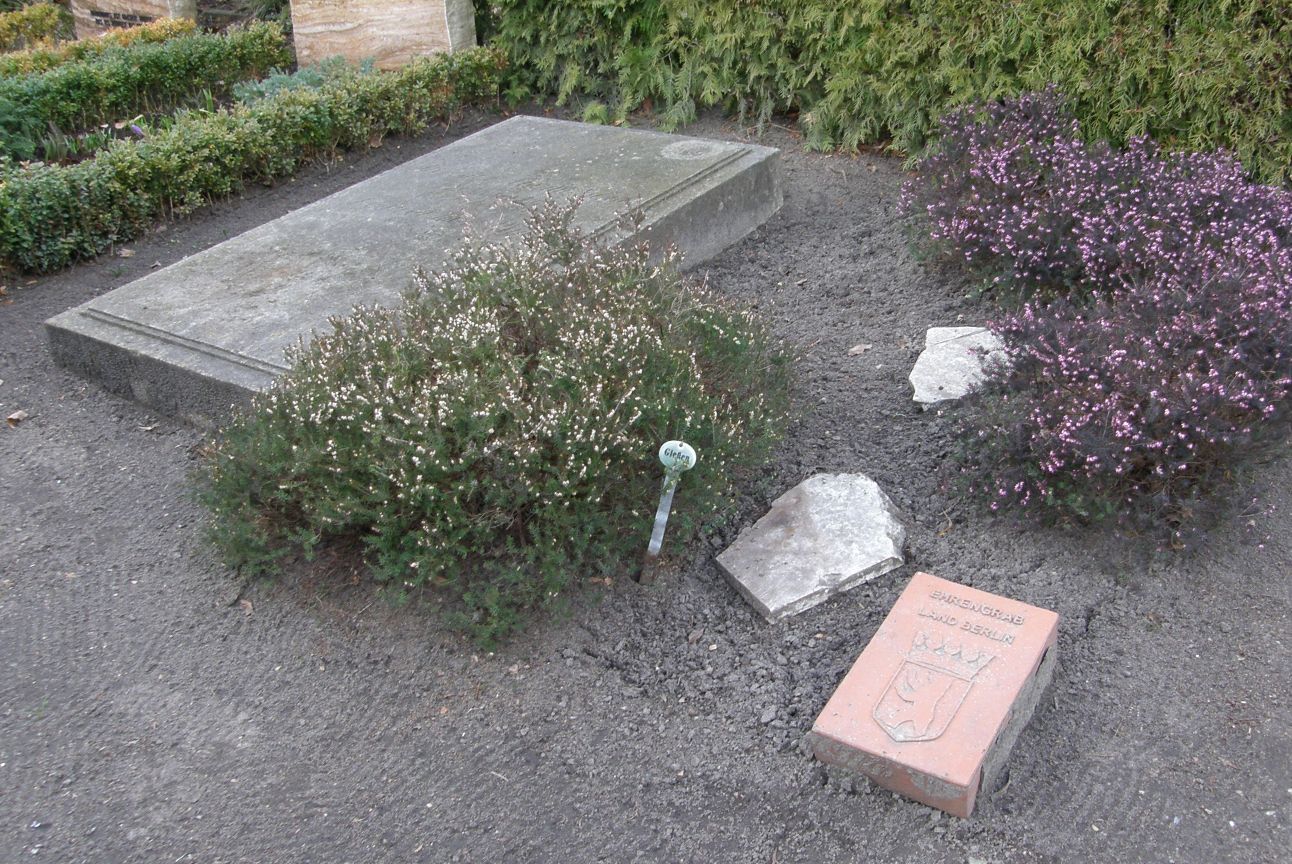
Grab August Gaul

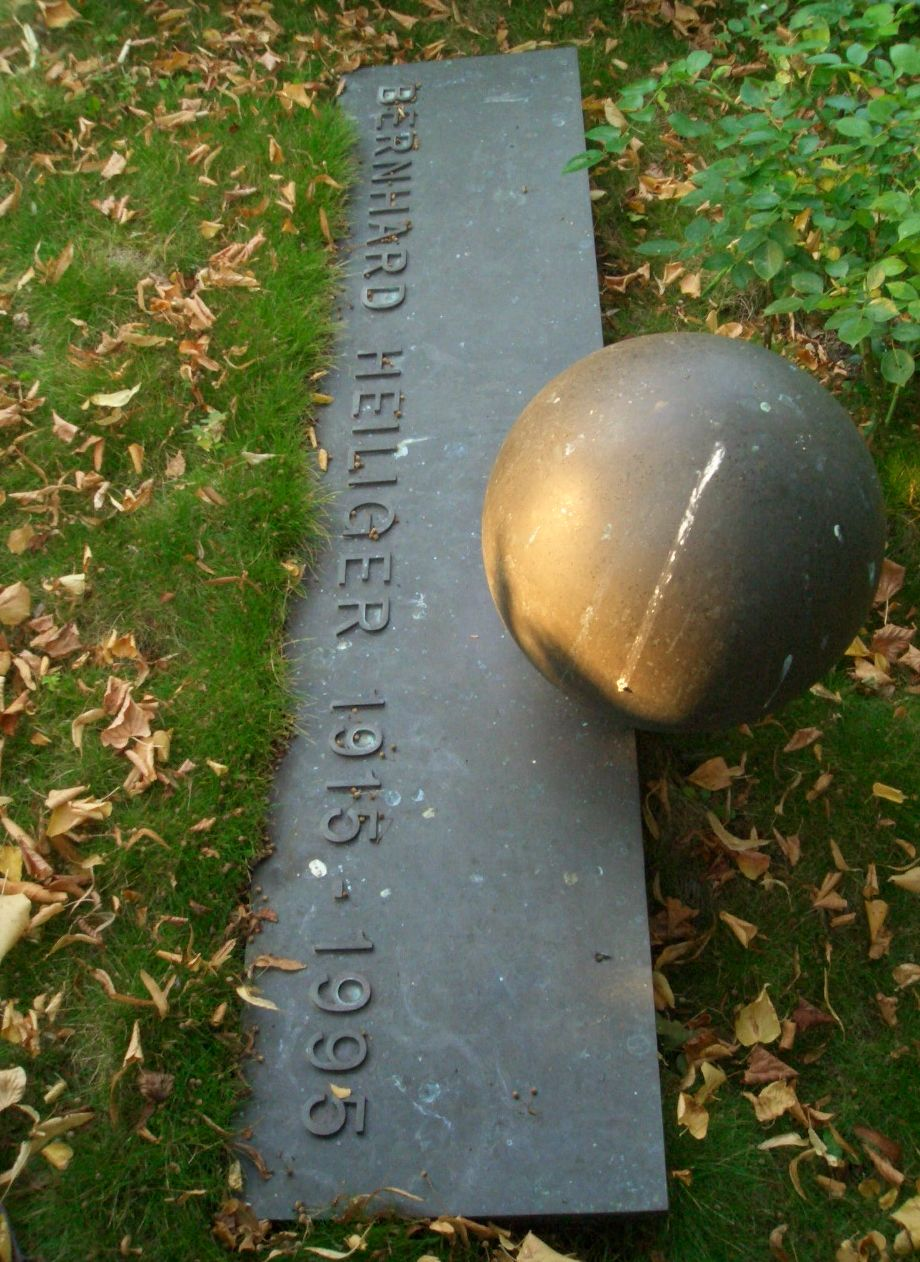
Grab Bernhard Heiliger

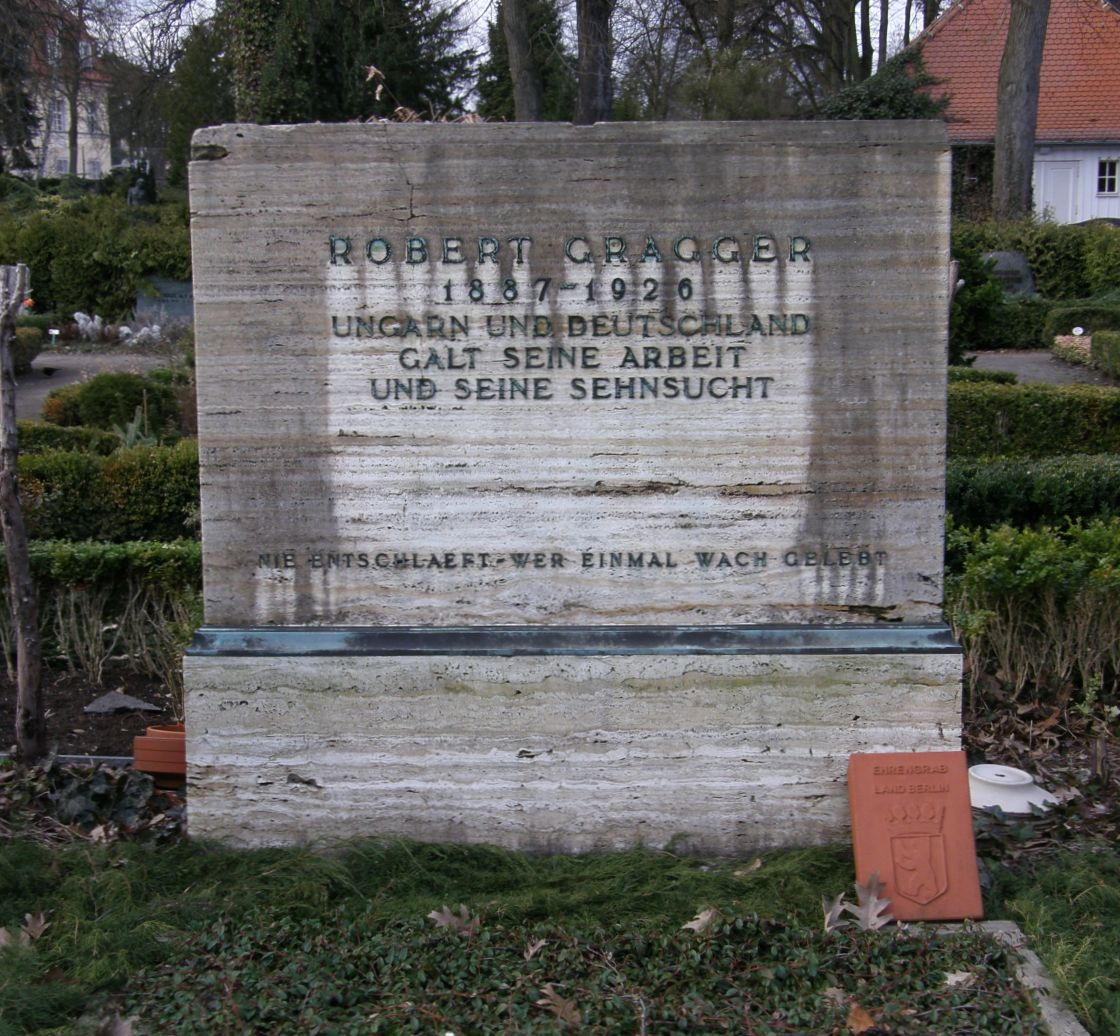
Grab Robert Gragger

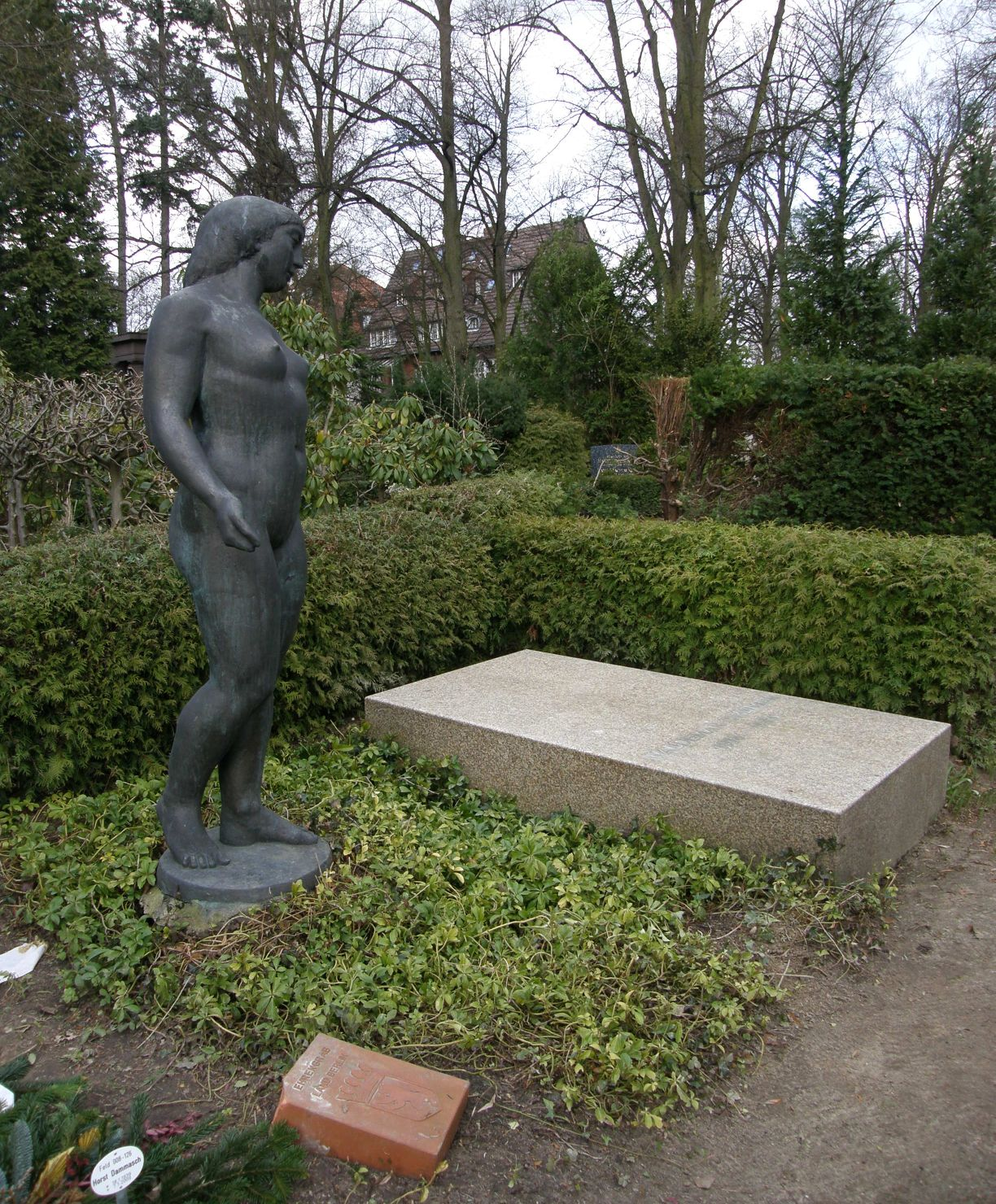
Grab Waldemar Grzimek

(*=Sepultura nobre da cidade de Berlim, °=Antiga sepultura nobre da cidade de Berlim)
- Otto Appel* (1867–1952), fitomédico
- Maria Axt (1925–1987), atriz
- Ernst Otto Beckmann (1853–1923), químico
- Paul Bildt (1885–1957), ator (uma pequena escultura de Gerhard Marcks foi roubada)
- Emil Bohnke* (1888–1928), violeiro e compositor
- Lilli Bohnke* (1897–1928), violinista
- Siegfried Borris* (1906–1987), compositor e cientista musical
- Margherita von Brentano (1922–1995), filósofa
- Johannes Burckhardt (1853–1914), padre
- Richard Burmeister (1860–1944), pianista e pedagogo musical
- Horst Caspar* (1913–1952), ator
- Klaus Croissant (1931–2002), advogado e político (AL, PDS)
- Hermann Diels* (1848–1922), filólogo clássico, estudioso religioso, membro da Berliner Mittwochs-Gesellschaft
- Monumento para Käthe Dorsch (1890–1957), atriz. Foi sepultada em Bad Saarow-Pieskow
- Heinz Drache (1923–2002), ator
- Richard Draemert* (1880–1957), político
- Else Ehser (1894–1968), atriz
- Egon Endres* (1902–1983), político
- Ossip K. Flechtheim (1909–1998), cientista político
- Wilhelm Fließ* (1858–1928), biólogo e médico
- August Gaul* (1869–1921), escultor
- Felix Genzmer* (1856–1929), arquiteto e planejador urbano
- Róbert Gragger* (1887−1926), fundador do Instituto Húngaro da Universidade Humboldt de Berlim
- Walter Gross (1904–1989), ator e cabaretista (Die Insulaner)
- Waldemar Grzimek° (1918–1984), escultor
- Konrad Haemmerling (1888–1957), escritor
- Clemens Hasse (1908–1959), ator (Berliner Ballade)
- Rudolf Havenstein (1857–1923), jurista e presidente do Reichsbank
- Bernhard Heiliger* (1915–1995), escultor
- Fritz Heinemann* (1864–1932), escultor
- Hans Herzfeld (1892–1982), historiador
- Werner Hinz (1903–1985), ator
- Hugo Hirsch (1884–1961), compositor
- Jacobus Henricus van 't Hoff* (1852–1911), Nobel de Química 1901
- Lucie Höflich* (1883–1956), atriz
- Ludwig Knaus (1829–1910), pintor
- Johannes Kriege (1859–1937), jurista, diplomata e político (DVP)
- Albrecht von Le Coq (1860–1930), arqueólogo
- Lilli Lehmann* (1848–1929), cantora de ópera
- Ludwig Leichner (1836–1912), fabricante e cantor de ópera
- Ernst Lindemann (1894–1941), oficial da marinha de guerra, Kommandant des Schlachtschiffes Bismarck
- Gerd Löffler (1927–2004), político (SPD)
- Georg Manecke (1916–1990), químico
- Adolf Martens° (1850–1914), cientista de materiais, fundador do Königliches Materialprüfungsamt
- Friedrich Meinecke* (1862–1954), historiador, co-fundador da Universidade Livre de Berlim
- Joachim Nottke (1928–1998), autor, ator e dublador
- Carl Raddatz* (1912–2004), ator
- Hans-Peter Reinecke (1926–2003), cientista musical
- Rotraut Richter* (1915–1947), atriz (Das Veilchen vom Potsdamer Platz)
- Heinrich Riese* (1864–1928), cirurgião
- Anneliese Römer (1922–2003), atriz
- Ferdinand Schrey* (1850–1938), co-fundador da (Einigungssystem Stolze-Schrey)
- Ludwig Gabriel Schrieber° (1907–1975), escultor e pintor
- Hermann Schumacher* (1868–1952), economista
- Franz Seeck (1874–1944), arquiteto
- Dietrich Spangenberg (1922–1990), político (SPD)
- Annemarie Steinsieck (1889–1977), atriz
- Werner Stock (1903–1972), ator
- Max Unger (1855–1918), escultor
- Heinrich Vockel* (1892–1968), político (Zentrum, CDU) und erster Berlin-Beauftragter der Bundesrepublik Deutschland
- Elsa Wagner° (1881–1975), atriz
- Otto Heinrich Warburg* (1883–1970), bioquímico, Nobel de Fisiologia ou Medicina 1931
- Aribert Wäscher (1895–1961), ator (Es war eine rauschende Ballnacht, 1939)
- Antje Weisgerber (1922–2004), atriz
- Walter Werner (1883–1956), ator (Ehe im Schatten, DEFA 1947)
- Hugo Werner-Kahle (1882–1961), ator e regente
- Wilhelm Wertheim (1859–1934), proprietário de loja de departamentos (Wertheim)
- Felix Weyreuther (1928–1997), juiz no Bundesverwaltungsgericht
- Hans Zehrer (1899–1966), publicista (Die Tat)
- Rainer Zepperitz (1930–2009), contrabaixista da Berliner Philharmoniker